# IC 3091
IC 3091 је спирална галаксија у сазвјежђу Береникина коса која се налази на листи објеката дубоког неба у Индекс каталогу.
Деклинација објекта је + 14° 0' 45" а ректасцензија 12h 16m 29,2s. Привидна величина (магнитуда) објекта IC 3091 износи 14,0 а фотографска магнитуда 14,9. IC 3091 је још познат и под ознакама MCG 2-31-77, CGCG 69-121, VCC 193, PGC 39318.